# 屋型墓
屋型墓是琉球人的三種主要墓塜形式之一，另外兩種是龜甲墓和破風墓。

## 定義
屋型墓，顧名思義即是具有房屋造型的墳墓，在日本也寫作「家形墓」。
在日本沖繩地區「破風墓」形式是以跟當地民宅使用相同的博風板屋頂建成，而「屋型墓」的屋頂和「破風墓」不同，因此簡單的區分二者，除了採博風板屋頂的破風墓外，其他有採房屋樣式的墓塜便是屋型墓，換句話說，亦即有建屋頂但未採「博風板」屋頂的墓便稱屋型墓。
屋型墓起源於破風墓，加上「房屋」建築的元素，如遮雨亭等，與破風墓依坡地而建相比，屋形墓為建在平地上，故又稱為平地式破風墓(將破風墓視為屋型墓之統稱)。

## 型制
屋型墓類同破風墓，唯屋頂不採博風板屋頂樣式。
屋型墓為此類墓塜之統稱，簡單者只建小塊屋簷、本體，如同一間小倉庫；複雜的具有屋頂、抱廈式遮雨亭，空間足夠者在四周以矮牆建起院落或增建可供休息的坐椅，墓之本體內部為放置先人遺骨，外部正面建有龕室，可於後人掃墓時放置供品。若墊高地基則建有階梯。
屋型墓的樣式係建造出如同活人居住時的房屋一樣，在墳墓樣式中最具「家」的意味。墓地本體及周邊也會依各家族做出不同的裝飾或加上家徽。

## 現況
琉球墓葬有別於日本本土，相比而言，日本本土係採較不佔空間的形式，琉球傳統墓葬相對需要較大空間，該鄉下地區墓地若干或群聚建於道路旁，時令旅遊沖繩之臺灣遊客有彷彿身處臺灣之感。琉球在戰後受日本影響，逐漸推行火化後以骨灰埋葬之殯葬方式，而屋型墓仍可為納骨所用，其有亭有院之造型便利掃墓的子孫在此休憩野餐。

## 其他地區屋型墓
- 臺灣：稱為「墓厝」，通常為家族墓。正面立兩根門柱，形成抱廈式遮雨亭，亭上正中安家族姓氏。
- 巴西南阿梅蒂斯塔：係一種小房子的造型，簡單的「懸山頂」屋頂，屋之右或左側建有放置棺木的空間。[12]